# 国立航空宇宙博物館
国立航空宇宙博物館（こくりつこうくううちゅうはくぶつかん、英語: National Air and Space Museum）は、アメリカ合衆国・ワシントンD.C.に所在する、航空機や宇宙船に関連した収集物を展示する博物館。名称の頭文字からNASMの略称が用いられる。

## 概要
ワシントンD.C.の中心部にあるナショナル・モールの南側に沿って立地するハーシュホーン博物館と国立アメリカ・インディアン博物館の中間に位置し、スミソニアン協会が管理・運営するスミソニアン博物館群の一つでもある。航空機や宇宙船関係を展示する博物館の中では世界でも最大級で、惑星科学・地球地理学・地球物理学などと同じくして、航空学・宇宙飛行の歴史、科学、技術を研究する極めて重要な中央施設である。
また、博物館の建物はワシントンD.C.において最も重要な近代建築物として評価されている。運営元のスミソニアン協会は、建設地がアメリカ合衆国議会議事堂に近接していることもあって「建築学的に印象深いもの、かつ議事堂との対比で厚かましすぎないような建物」を考えていた。その後、日系アメリカ人建築家のギョウ・オバタによってデザインが担当されることとなり、より小さい展示品や劇場を収容可能で、さらにトラバーチンという材質で囲まれる簡素な4つの立方体というデザインにした。さらにそれらがサイズの大きいミサイルや航空機、宇宙船などの展示品を収容する、鋼鉄・ガラス製の広々とした3つの中央大広間に連結するようにも設計した。

## 博物館本館

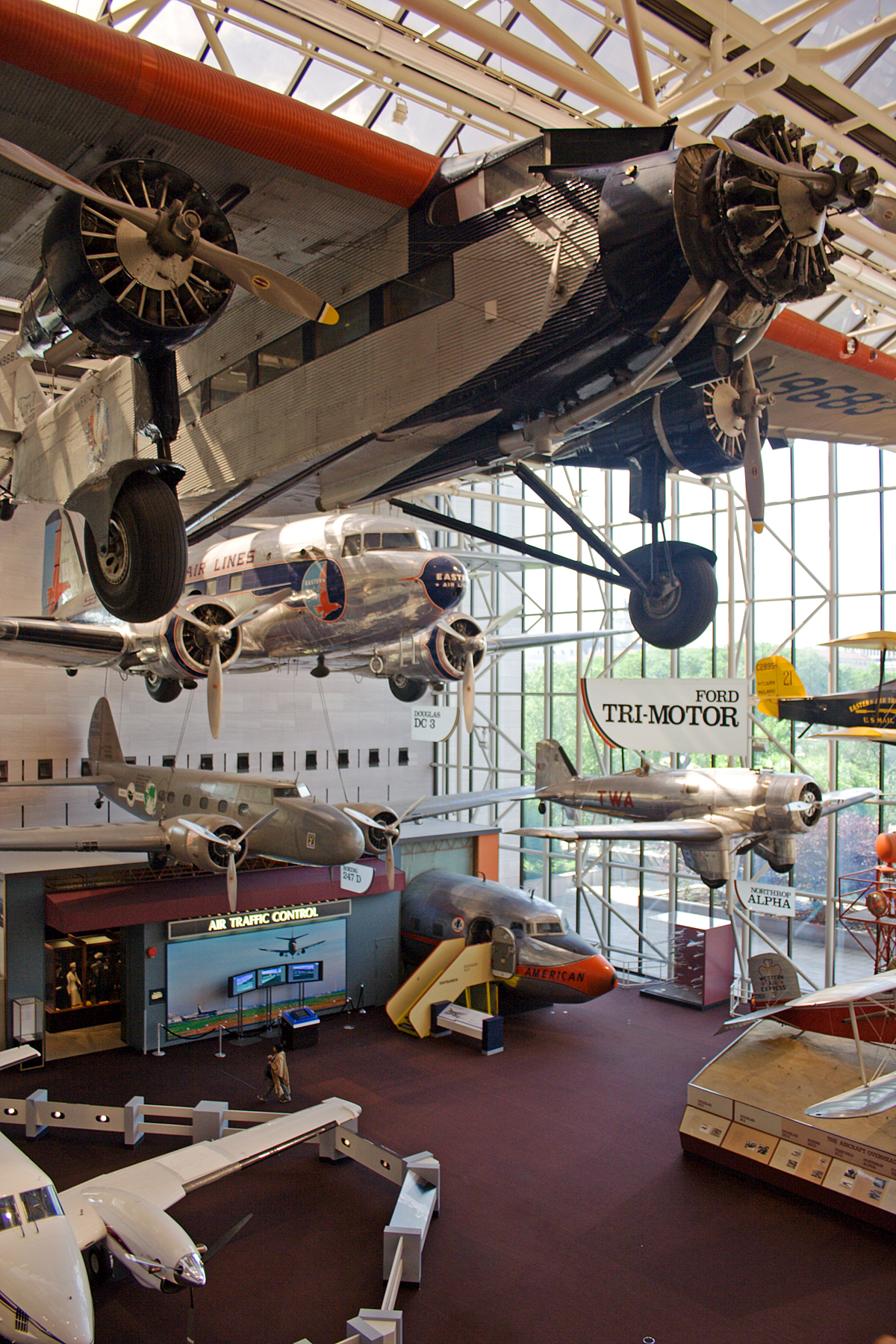
様々な種類の航空機が並ぶ博物館本館内。写真にあるフォード トライモータ（写真上部）やDC-3（写真上から二番目）も著名である。

博物館本館は1976年7月1日に公式に開館され、ナショナル・モール東のハーシュホーン博物館と国立アメリカ・インディアン博物館の間に位置する。ワシントンD.C.を訪れる観光客の目的地の一つとして人気が高い。歴史的航空機や他の人工の展示品で埋め尽くされる展示室に加え、アイマックス社製のオムニマックス映写機で投影されるアイマックス・シアターやアルベルト・アインシュタインプラネタリウムといったアトラクション施設も備えている。
博物館本館の有名な展示物
- ライトフライヤー号 - 1903年にライト兄弟が最初に運転した動力飛行機の実物。
- スピリット・オブ・セントルイス - チャールズ・リンドバーグが大西洋を横断に成功した最初の一人乗り用有人飛行機の実物。
- ベルX-1 - チャック・イェーガーが世界で初めて音速を突破する水平飛行を成功させた有人飛行機。
- Me262－史上初の実戦ジェット戦闘機
- V2ロケット（復元） - 史上初めて宇宙空間へ到達した最初の人工ロケット。
- アポロ11号司令船 - 月面着陸に人類史上初めて成功したアポロ計画有人ミッションの司令船。
- 月の石の標本 - 極めて小さいが、触ることも出来る。
- パイオニア10号 - 世界初の木星探査機でもある惑星探査機。
- スペースシップワン - 世界初の民間企業による有人宇宙飛行機。スケールド・コンポジッツ社を創設したバート・ルータンにより開発された。
- U.S.S.エンタープライズ NCC-1701の撮影用模型 - スタートレックに登場する宇宙船。ミュージアムショップの真下にあたる地下展示室に展示されている。
- ソユーズ再突入カプセル - 秋山豊寛のサインが書かれている。写真と共に紹介文には世界初の民間人宇宙飛行士、ジャーナリストと記載されているが名前は書かれていない。

その他、1990年後半に「STAR WARS The Magic of Myth」と題したスター・ウォーズ・シリーズ展が開かれていた。

## 博物館別館

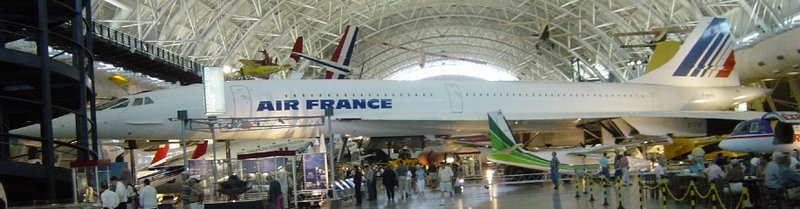
スティーブン・F・ウドヴァーヘイジー・センター。中央に見えるのはエールフランス航空のコンコルドである。

博物館はスティーブン・F・ウドヴァーヘイジー・センター(Steven F. Udvar-Hazy Center)と言う名称の本館より規模の大きい別館を所有している。日本語では単に「国立航空宇宙博物館別館」とされることもある。位置はワシントンD.C.の郊外にあるワシントン・ダレス国際空港に隣接しており、2003年12月15日に新設された。館内にはおよそ200の航空機と135の宇宙船が収蔵品として展示されている。センターはハンガリーの移民でインターナショナル・リース・ファイナンス社（International Lease Finance Corporation、略称ILFC）の設立者でもある、スティーブン・F・ウドヴァーヘイジーによって、1999年に6500万ドルの寄付がスミソニアン協会に贈呈されて創設されたものである。建設竣工には実に15年の歳月を要した。なおかつては本館と別館との間にシャトルバス（ダレス国際空港経由）が運行されていたが、現在はダレス空港〜別館のみの運転となっており、公共交通機関での相互の行き来には地下鉄やバスの乗り継ぎが必要である。旧日本軍の航空機も、紫電改、月光、震電(機体一部のみ）など、貴重な機体が展示されている。
レンタカーで移動するのが一番経済合理性が高い。駐車場は有料で出口にて15ドル支払う。館内の精算機も使用できる。
博物館別館の有名な展示物
- エノラ・ゲイ - 第二次世界大戦時、広島市に原子爆弾を投下したB-29長距離通常爆撃機。
- ボーイング367-80 - アメリカ合衆国のボーイング社によって開発されたアメリカ初のジェット輸送機の試作機。KC-135空中給油機やボーイング707旅客機の原型機としても知られる他、ボーイング社や軍の関係者の前で行われたデモフライトでバレルロールを行った逸話が有名。
- SR-71 ブラックバード - 高標高、高速度を誇る戦略的偵察機。
- エールフランス航空コンコルド - イギリスとフランスの両国による共同開発で作られた超音速旅客機。
- ディスカバリー - スペースシャトル・オービターの第3号機。かつては実験機であるエンタープライズが展示されていたが、ディスカバリーの引退に伴い交代した。エンタープライズはニューヨークのイントレピッド海上航空宇宙博物館に移動された。

### 復元施設
博物館の総展示品数は3万点を超える航空機関連の展示品と9万点を超える宇宙飛行関連の人工展示品を有しており、したがってその総数は本館が収容できる数をゆうに超えている。博物館が所有する航空機の多くはメリーランド州スートランドにある、ポール・E・ガーバー維持・復元・保管施設（Paul E. Garber Preservation, Restoration, and Storage Facility）に収容されている。施設は徐々に増えていくであろう航空機の収集物を保存する保管場所として、1952年にスミソニアン協会の一部となった。施設は収集物の前管理者であったポール・E・ガーバーに因みつけられたもので、全32棟の建造物で構成されている。かつて施設は観光のために開館されていたが、展示可能な収集品は全て博物館別館のスティーブン・F・ウドヴァーヘイジー・センターに移された。この復元施設には日本の終戦後にアメリカ軍によりアメリカへ運ばれた震電1号機が分解状態のまま保存されている。

### 他施設
博物館が所有する記録文書はワシントンD.C.ナショナル・モールにある同博物館本館とメリーランド州にあるガーバー施設の二つに分割して保存されている。これらの記録には私的・専門的文書、企業団体文書、そして論題別に集められた他の収集品などを含んでいる。
博物館は地球惑星研究センター（Center for Earth and Planetary Studies、略称CEPS）という施設も併設しており、これは太陽系にある全惑星に関連した惑星科学や物理学の研究に通じるものである。同研究センターは遠隔操作による
人工衛星や無人観測宇宙船等を含む計画に参加している。また博物館本館は研究用図書館も備えている。

## 沿革
博物館は1946年8月12日に創設された当時は「国立航空博物館（National Air Museum）」という名称であった。これは、当時の中国帝国委員会が数点の凧をスミソニアン協会に寄付するという出来事があった後、フィラデルフィアで1876年に開催された世紀博覧会からそれまでに集められた国立の航空機博物館や宇宙博物館の収集品の一部を収容するため、アメリカ合衆国連邦議会の法律によって形成された博物館であった。1889年には航空機向けに計画されたジョン・ストリンフェローの蒸気機関が収集品の一つとして同意された。スミソニアン協会が収得したこの蒸気機関の一部は現在も博物館の収蔵品の一つである。
国立航空博物館としての設立後には、全ての収集品を展示できる建物が無かった。一部はスミソニアン博物館の一つである、芸術産業館にて展示され、他は後に「航空宇宙棟」として知られたスミソニアン博物館の南庭園倉庫に収容されるなどし、また大きいミサイルやロケットは「ロケット通り」として屋外に陳列された。
第二次世界大戦後にスミソニアン協会に寄与された相当な数の航空機の数々と、朝鮮戦争への格納庫及び製造所の必要性は、スミソニアン協会にとって所有する航空機の収集品を保管・修復する本格的施設を探すこととなる動因になった。収集家ポール・E・ガーバーが航空機に乗り、上空から木々に覆われた場所に建設場所を指摘した後、1952年にはメリーランド・ナショナル首都公園計画委員会がスミソニアン協会に現在のガーバー施設を割譲する判断を下した。これにより協会が収集品を収容できる場所が航空宇宙博物館と、ガーバー施設の両建物に増えた。ガーバー施設を建設するため、バージニア州のフォートベルボアからのブルドーザーと、アメリカ合衆国海軍による組み立て式の建物が建設費をより安く維持していた。
1950年代から1960年代にかけて盛んであった宇宙開発競争が、博物館の名称を現在の「国立航空宇宙博物館」へと改称する要因を引き起こし、最終的には後に1976年7月1日に開館することになる、新しい展示室建設への充当金を行うという案の議会通過までをも招いた結果となった。
1995年原爆投下50周年の特別展を行うが、退役軍人協会らの反発により、館長が辞任した。
その後2003年に上述したスティーブン・F・ウドヴァーヘイジー・センターが自身の協会による寄付でダレス国際空港近隣に建設され、現在に至っている。

## 科学的な明快さ
博物館の展示品の至る所で、博物館側はロケットやジェットエンジンにおける全ての衝撃レベルを、ニュートンや重量ポンドといった力の単位ではなくキログラムやポンドといった質量の単位で表示している。こうした表記の使い方は訪れる観光客には確かに一般的で馴染みのあるものになってはいるが、アメリカ航空宇宙局（NASA）による通常の科学的または工学的実験の表記から見るとやや変わった形の表記法にも感じられるなどという意見もあった（NASA SP 7012 NASAの表記参照）。

## ギャラリー

### 航空宇宙博物館本館

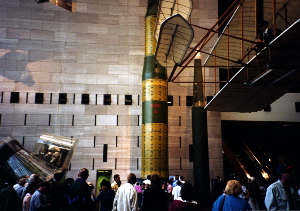
博物館内部。写真はジェミニカプセル、ソビエト連邦軍SS-20ミサイル、そしてライト兄弟の飛行機が展示されている。
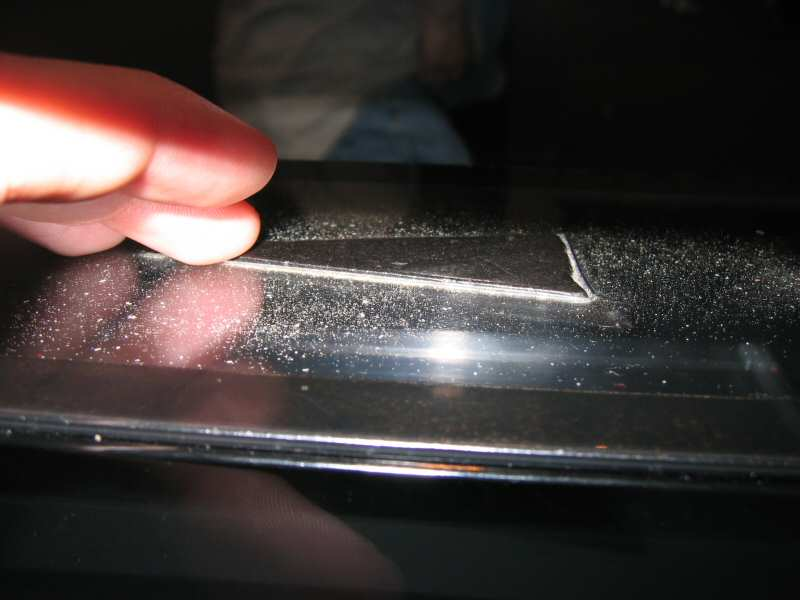
月の石のサンプル。三角形状に切り取られている。
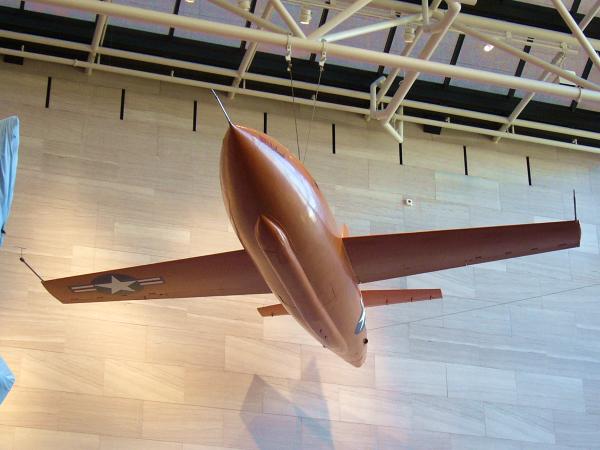
ベルX-1。写真は1号機の物である。
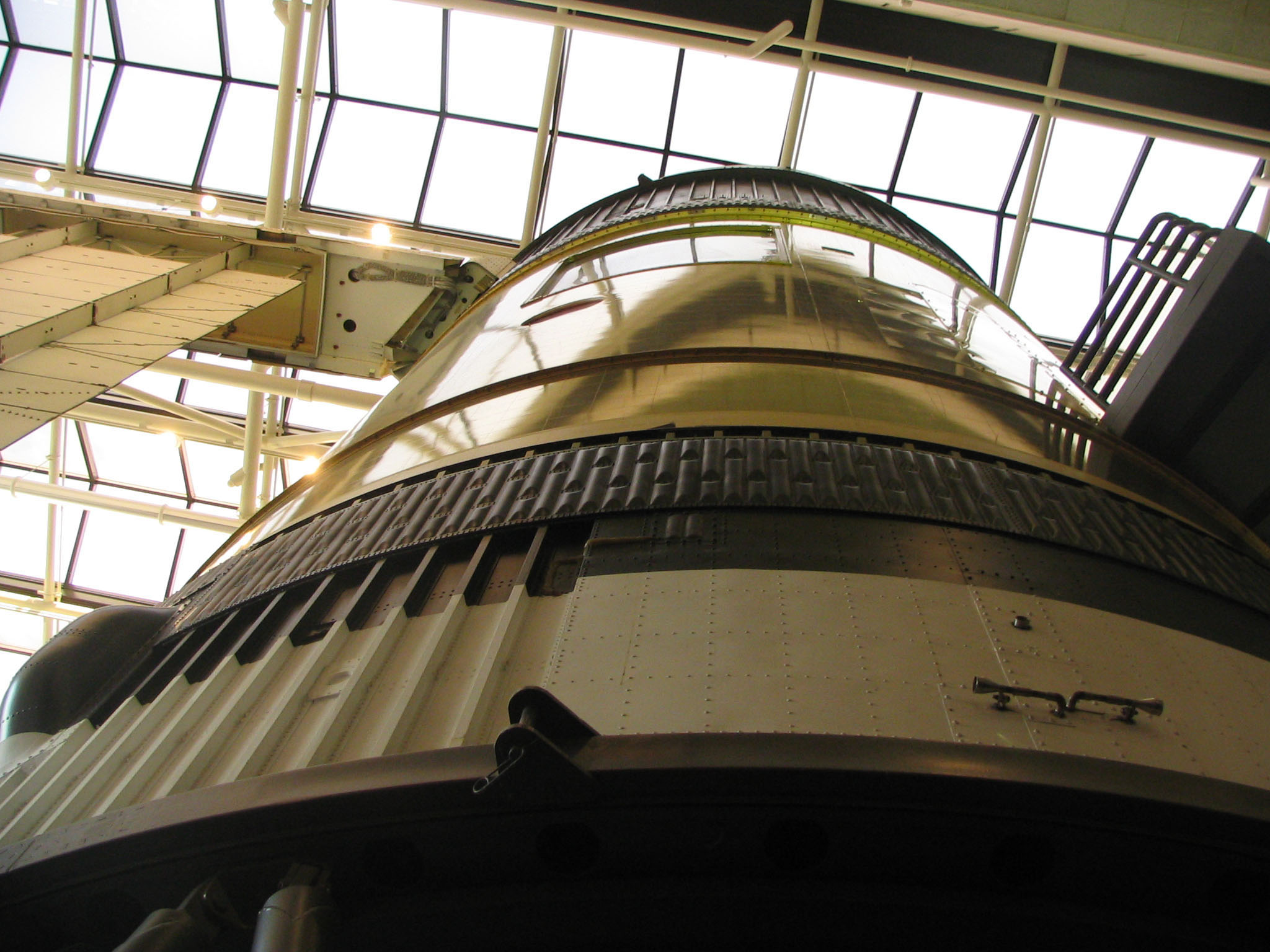
スカイラブ。アメリカの実験用の宇宙ステーションである。

### スティーブン・F・ウドヴァーヘイジー・センター

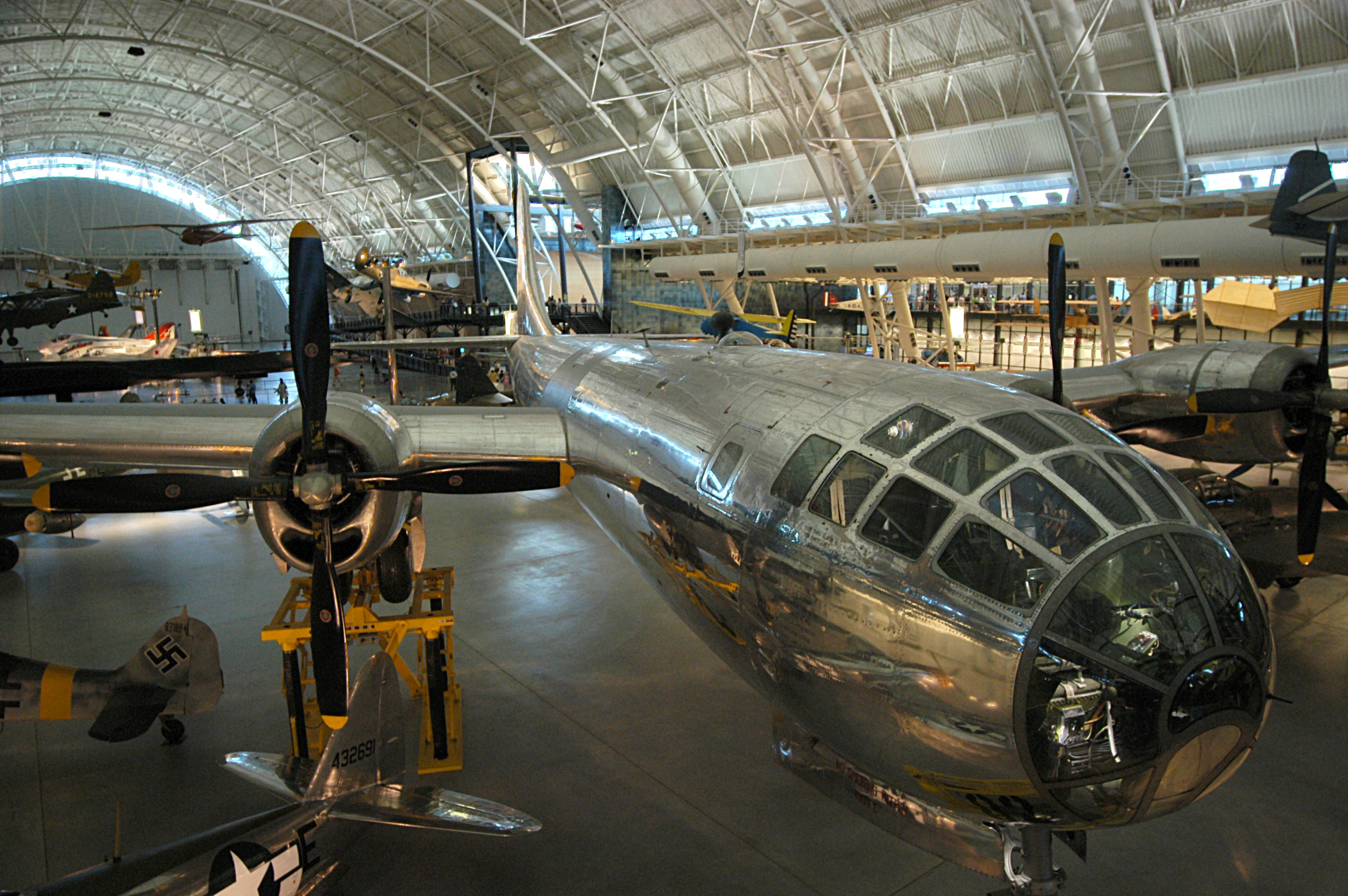
エノラ・ゲイ。1990年には原爆被害の表示の有無で問題が起きた。
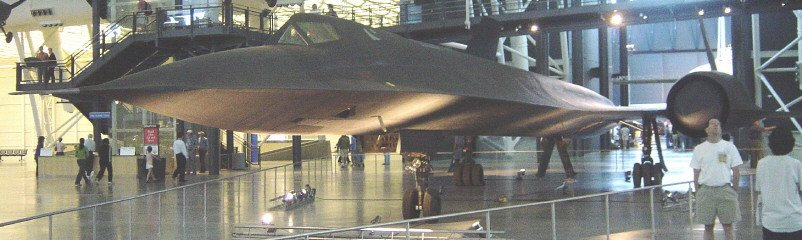
SR-71。愛称の「ブラックバード」に当てはまる黒い機体が特徴的。
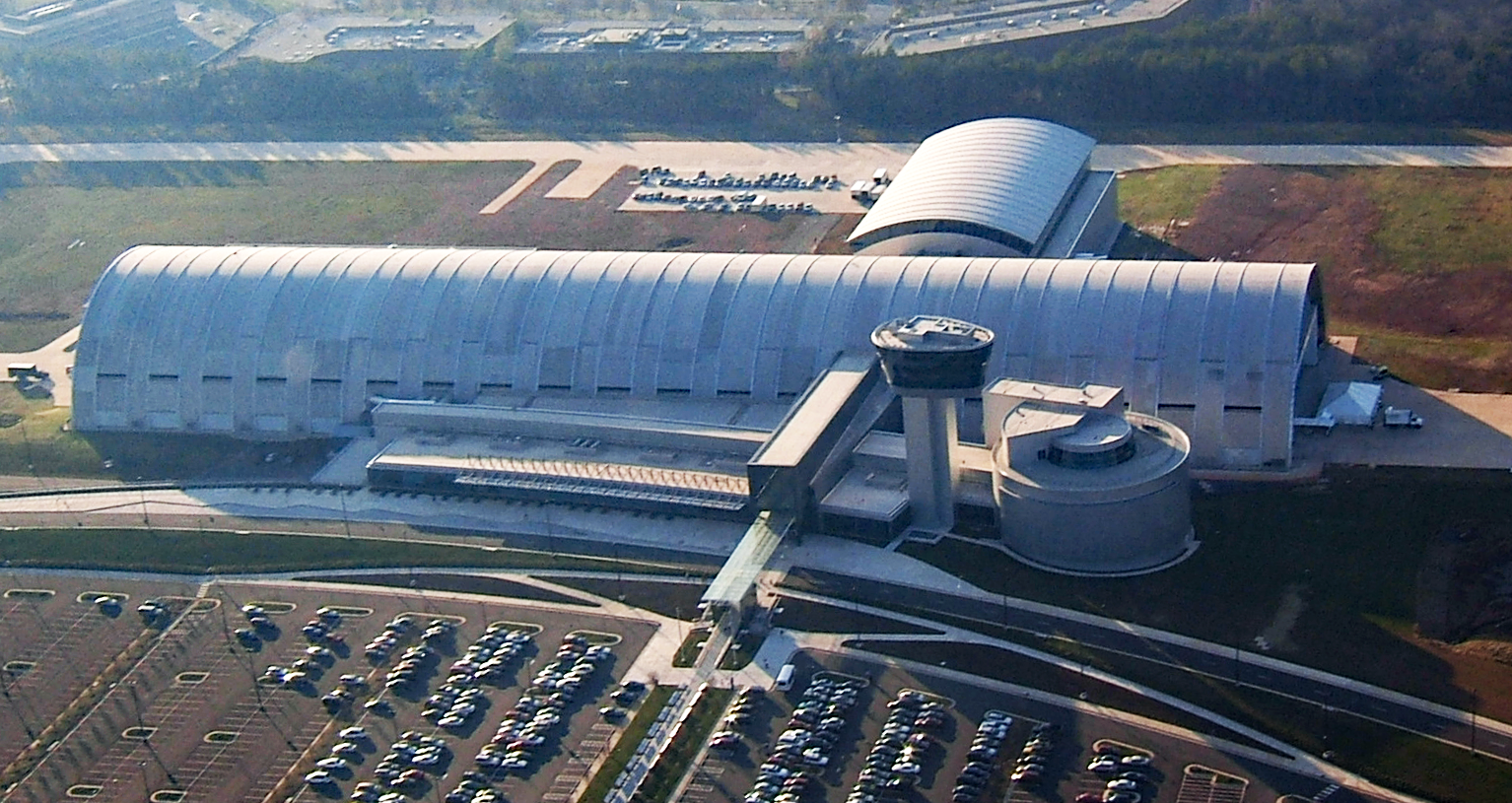
上空から見たスティーブン・F・ウドヴァーヘイジー・センター。かなり巨大であり、航空機などを丸ごと展示できるスペースを確保している。
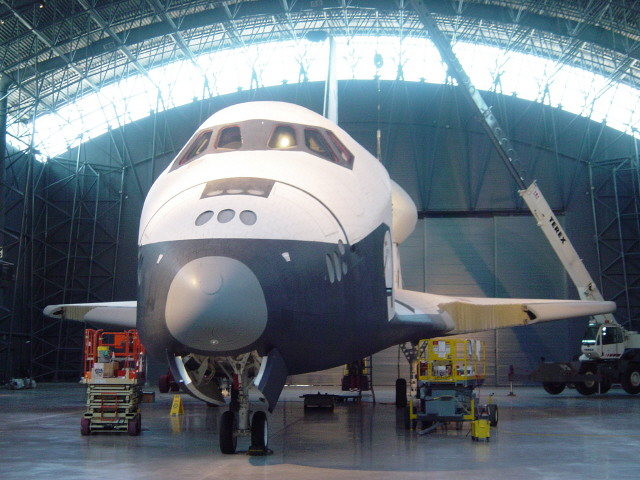
スペースシャトル、エンタープライズ号。「宇宙コレクションコーナー」の中心に置かれている。